# ガロ (フォークグループ)
ガロ (GARO) は、1970年から1976年まで活動した日本のフォークロックグループ。

## メンバー
- 堀内護（MARK（マーク）1949年2月2日-2014年12月9日）
ボーカル、コーラス、ギター、マンドリン、シタール、ピアノ、スペリオパイプ[4]
- 日高富明（TOMMY（トミー）1950年2月22日-1986年9月20日）
ボーカル、コーラス、ギター、マンドリン、琴
- 大野真澄（VOCAL（ボーカル）1949年10月23日-）
ボーカル、コーラス、ギター、マンドリン、ピアノ

## 概要
堀内護（愛称MARK）、日高富明（愛称TOMMY）、大野真澄（愛称VOCAL） の3人グループとしてデビュー。全員が生ギターとボーカルを担当するのが基本的な編成。ガロというバンド名は、当時ザ・タイガースのマネージャーで3人の世話役でもあった中井國二が、自分の子供にと考えていた「我朗」から名付けられた。
1973年に、「学生街の喫茶店」「君の誕生日」「ロマンス」と立て続けにヒットを飛ばして一世を風靡した。
元々はCSN&Yのコピーバンドとしてスタートした。CSN&Yやブレッドの影響下にあったバンドであり、それらのグループの楽曲もレパートリーに加えていたこともあり、卓越したコーラスワークとギターテクニックにより「和製CSN&Y」と称された。
後期には音楽性をソフトロックへと舵を切るようになる。アルバム『CIRCUS』『吟遊詩人』ではプログレッシブ・ロック的に、『三叉路』ではハード・ロック的にアプローチを変遷させており、ロックバンドとしても再評価されている。
初期のアルバム(1971年)からメジャーセブンスコードを用いて、都会的でファンタジックな一面も持ち合わせていた。(水色の世界、地球はメリーゴーランドなど）
1976年に解散。

## 来歴
大橋プロダクション所属の松崎しげるらと「ミルク」（ホットミルク）という名のGSバンドを組んでいた堀内と日高に大野が加わり1970年11月に結成。かまやつひろしのバックバンドを経て、新レーベル・マッシュルームレコードの第1回発売アーティストとして同レーベルと契約。プロデューサーはミッキー・カーチスが務めた。その後堀内と日高はミルクを脱退。
1971年8月、岐阜県で開催された第3回全日本フォークジャンボリーに出演。同年10月、シングル「たんぽぽ」でデビュー。同年11月、アルバム『GARO』をリリース。
しかし、所属していたマッシュルームレコードは売上不振により窮地に追い込まれ、打開策としてレーベル内で一番売り上げの良かったガロに外部作家作品を歌わせてシングル・ヒットを狙った。
1972年、セカンドアルバム『GARO2』をリリース。同年6月、このアルバムから1曲目の「美しすぎて」をA面、3曲目の「学生街の喫茶店」をB面としたシングルがリリースされたが、当初はシングルチャート上位には登場しなかった。同年12月、サードアルバム『GARO3』をリリースしたが、それと前後して「美しすぎて」のB面「学生街の喫茶店」がラジオや有線放送のリクエストを集めるようになり、1973年2月19日付けのオリコンのシングルチャートで1位に浮上、4月2日付けのチャートまで7週連続1位という大ヒットとなった。これによりガロのテレビ等のマスコミ出演回数が飛躍的に増大したが、そのヒット期間中にボーカルの大野が入院、復帰するまで堀内と日高の2人だけでスケジュールをこなす事態が生じた。
「学生街の喫茶店」がヒットしている最中である1973年2月26日に横須賀市文化会館で催行されたコンサートがライブ収録され、5月にシングルとしてリリースされた「君の誕生日」と「散歩」の2曲（スタジオ録音）を追加したアルバム『GARO LIVE』が1973年6月にリリース。さらに同年、シングル曲の「ロマンス」を含むアルバム『GARO4』がリリースされた。1973年12月に発売された「一枚の楽譜」はメジャーになって初の日高によるボーカル曲。ブラスロックのアレンジで週間順位8位になる。年末には第15回日本レコード大賞大衆賞、第6回日本有線大賞新人賞を受賞。第24回NHK紅白歌合戦にも出場した。
翌1974年にはシングル「姫鏡台」「ピクニック」、コンセプトアルバム『CIRCUS』がリリースされるが、「学生街の喫茶店」に相当するヒットには至らなかった。
次作アルバム『吟遊詩人』は当時のユーミンバックバンド、キャラメルママ(ティンパンアレイ)が演奏し、名演の曲が多い。
当時、「フォーク歌手はテレビ出演しない」という流れが一般的であったが、ガロのメンバーは、歌番組はもとより、『象印スターものまね大合戦』や芸能人バレーボール大会等のバラエティ番組にも出演し、物真似を披露したり、競技に参加するなど、当時のフォークロックグループとしては異質な活動をしていた。ヒット曲が全て職業作家の作品だったこともあり、「あれは歌謡曲だ」というイメージが作られ、フォーク、ロックの世界からパージされた。
しかし、急速なヒット路線は人気の急降下につながり、メンバー間の音楽的な意見の相違も激しくなり、1976年3月20日に神田共立講堂で行われた解散コンサートをもって活動に終止符を打った。解散理由としては日高富明がロック志向になったという音楽的対立の他、大野真澄が音楽的にも人間的にも吉田拓郎に傾倒していったことが直接的には大きいという。それまでハーモニーを重要視して音楽性を追求してきたが、拓郎に曲を書いてもらうという話になり、拓郎宅に三人で行ったが、大乗り気の大野と比べて乗り気でない他の二人が、曲は自分たちで書くからプロデュースだけして欲しいと拓郎に提案すると拓郎が怒り話が流れた。もう一緒に出来ないと解散が決まり、アルバム『三叉路』が最後のオリジナルアルバムとなった。
解散後1980年代に、堀内と日高と二人でガロを名乗り都内のライブハウスでライブ活動を行ったことがあったが、短期的な活動であった。
その後も3人それぞれに活動を続けていたが、1986年9月20日、日高が自宅近くのマンションから転落死した。36歳没。
堀内は解散後のユニット活動、およびソロ活動後、しばらく表立った音楽活動を休止していたが後に再開した。
2014年12月9日、65歳で逝去。
現在は、大野のみが活動中。
2004年、TBSの音楽番組、『月曜組曲・風のようにうたが流れていた』の番組内で案内役の小田和正が、日高富明とのエピソードとともに「地球はメリーゴーランド」を演奏した。奇しくも日高の命日と小田の誕生日は同日(9月20日)である。
2006年11月29日には限定CD-BOXとして『GARO BOX』が発売された。彼らの貴重なTV出演映像を納めたDVDも含まれているが、CSN&Yをカヴァーした演奏のビデオ素材に関して、原曲の作者からのクレームがあり、7月12日、8月下旬と二度の発売延期を経ても調整がつかなかったため、収録は中止された。

## エピソード
- Crosby, Stills, Nash & Youngに倣って、Mark, Tommy & Vocalと記されたこともあった。
- デビュー直前の1971年8月に開催の「第3回全日本フォークジャンボリー（中津川フォークジャンボリー）」に出演し「たんぽぽ」とCSN&Yの楽曲を演奏した。そのライブ音源は、CD化されている。
- 山上路夫作詞、すぎやまこういち作曲、大野克夫編曲の「学生街の喫茶店」のヒットで知られているが、この曲はもともとは「美しすぎて」のB面であり、「学生街の喫茶店」が人気が出たため、後にA面／B面を入れ替えた盤が発売された。なお、「学生街の喫茶店」のレコードでベースを弾いていたのは「宇野もんど」こと細野晴臣[14]、ドラムを演奏していたのは原田祐臣[14]。
- 当時、日本コロムビアのラジカセのブランドにも「GARO」というブランドが存在し、CMソングに「学生街の喫茶店」を使われていたという[15]。
- 1972年、明治製菓（現：明治）「チェルシー」のコマーシャルソング『チェルシーの唄』を担当した。
- 西城秀樹と仲が良く、西城がドノヴァンの楽曲「ラレーニア（英語版）」を気に入り、1973年にリサイタルのオープニングに「ラレーニア」を使いたいとマークに「日本語で歌ったらヘンかなぁ？」などと相談したら、「いいと思うよ、そうだ、ぼくたちが作詞（日本語詞）して、秀樹にプレゼントしよう。どう？」と伝え、西城「ほんと？だったらすごくうれしいけど」となり[16]、「ラレーニア」の原詩は悲しい娼婦の歌で、そのまま訳したのでは無理があるが、美しいメロディにきれいな日本語の詩を付ければ、きっと素晴らしいものになると西城もガロも考え、マークとトミーで日本語詩を書いて西城に渡し、西城がリサイタルで歌った[16]。
- デビュー当時のAlfie（現在のTHE ALFEE）は同じ所属事務所で弟分的な位置付けであった。ガロのライヴのスタッフをAlfieが務めたり、前座を行ったこともあった。THE ALFEEもCSN&Yの影響下にあるバンドである。
  - 1980年代に、堀内と日高と二人でライブ活動を行った際、日高が欠席時に、後輩の坂崎幸之助が代役を務めたことがあった。
  - THE ALFEEの2015年にリリースのアルバム『三位一体』に収録の「碧空の記憶」では、ガロへの敬意を示しており、ライナーノーツには、「With our respect to GARO」と記載されている。2021年にリリースのシングル『The 2nd Life -第二の選択-』のカップリングの「光と影のRegret」にも同様に記載されている。
  - THE ALFEEの2019年の春ツアーのパンフレットの付録のトークCDでは、再デビュー前に、堀内と大野にバックバンドでお世話になった旨を明かしている。
- 鈴木雅之は、日高の盟友小田和正の編曲による、「地球はメリーゴーランド」をカヴァーしている。
- 南こうせつは、かぐや姫を結成する際にGAROから影響を受けたとアルバム『フォーク・ソング』のライナーノーツに書かれている。

## ディスコグラフィ

### シングル
| 発売日         | 規格           | 規格品番                  | 面             | タイトル                 | 作詞                       | 作曲             | 編曲             |
| 日本コロムビア | 日本コロムビア | 日本コロムビア            | 日本コロムビア | 日本コロムビア           | 日本コロムビア             | 日本コロムビア   | 日本コロムビア   |
| -------------- | -------------- | ------------------------- | -------------- | ------------------------ | -------------------------- | ---------------- | ---------------- |
| 1971年10月10日 | EP             | CD-137-Z                  | A              | たんぽぽ                 | 大野真澄                   | 堀内護           | ガロ             |
| 1971年10月10日 | EP             | CD-137-Z                  | B              | 一人で行くさ             | 日高富明                   | 日高富明         | ガロ             |
| 1972年2月10日  | EP             | CD-146-Z                  | A              | 地球はメリーゴーランド   | 山上路夫                   | 日高富明         | 東海林修         |
| 1972年2月10日  | EP             | CD-146-Z                  | B              | 水色の世界               | 堀内護                     | 堀内護           | 東海林修         |
| 1972年6月20日  | EP             | CD-158-Z                  | A              | 美しすぎて               | 山上路夫                   | 村井邦彦         | 飯吉馨           |
| 1972年6月20日  | EP             | CD-158-Z                  | B              | 学生街の喫茶店           | 山上路夫                   | すぎやまこういち | 大野克夫         |
| 1972年10月10日 | EP             | CD-169-Z                  | A              | 涙はいらない             | 堀内護                     | 堀内護           | 宮本光雄         |
| 1972年10月10日 | EP             | CD-169-Z                  | B              | 明日になれば             | 日高富明                   | 日高富明         | 宮本光雄         |
| 1973年5月10日  | EP             | CD-183-Z                  | A              | 君の誕生日               | 山上路夫                   | すぎやまこういち | すぎやまこういち |
| 1973年5月10日  | EP             | CD-183-Z                  | B              | 散歩                     | 山上路夫                   | 村井邦彦         | 有馬すすむ       |
| 1973年8月25日  | EP             | CD-201-Z                  | A              | ロマンス                 | 山上路夫                   | 堀内護           | 大野克夫         |
| 1973年8月25日  | EP             | CD-201-Z                  | B              | 二人だけの昼下り         | 山上路夫                   | すぎやまこういち | 大野克夫         |
| 1973年12月10日 | EP             | CD-209-Z                  | A              | 一枚の楽譜               | 山上路夫                   | 村井邦彦         | 大野克夫         |
| 1973年12月10日 | EP             | CD-209-Z                  | B              | 憶えているかい           | 山上路夫                   | 村井邦彦         | 有馬すすむ       |
| 1974年3月15日  | EP             | CD-216-Z                  | A              | 姫鏡台                   | 山上路夫                   | すぎやまこういち | すぎやまこういち |
| 1974年3月15日  | EP             | CD-216-Z                  | B              | 僕は死なないだろう       | 山上路夫                   | 村井邦彦         | 深町純           |
| 1974年7月1日   | EP             | CD-224-Z                  | A              | ピクニック               | 山上路夫                   | 堀内護           | 深町純           |
| 1974年7月1日   | EP             | CD-224-Z                  | B              | 西行き列車               | 山上路夫                   | 日高富明         | 深町純           |
| 1974年         | EP             | PES-7524 （プロモ盤のみ） | A              | 公園通り                 | 井川拓 （補作詞:山上路夫） | 村井邦彦         | 深町純           |
| 1974年         | EP             | PES-7524 （プロモ盤のみ） | B              | 公園通り（演奏）         |                            | 村井邦彦         | 深町純           |
| 1974年12月1日  | EP             | CD-235-Z                  | A              | ビートルズはもう聞かない | 松本隆                     | 佐藤健           | 深町純           |
| 1974年12月1日  | EP             | CD-235-Z                  | B              | 惑                       | 大野真澄                   | 日高富明         | 深町純           |
| 1975年5月1日   | EP             | CD-245-Z                  | A              | 一本の煙草               | 阿久悠                     | 荒木和作         | 松任谷正隆       |
| 1975年5月1日   | EP             | CD-245-Z                  | B              | 吟遊詩人                 | 阿久悠                     | 日高富明・堀内護 | 松任谷正隆       |
| 1976年1月1日   | EP             | CD-268-Z                  | A              | さいごの手紙             | 堀内護                     | 堀内護           | 堀内護・瀬尾一三 |
| 1976年1月1日   | EP             | CD-268-Z                  | B              | 青春の旅路               | 大野真澄                   | 大野真澄         | 堀内護・瀬尾一三 |
| 2003年         | CD             | AR-G012                   | 1              | 学生街の喫茶店           | 山上路夫                   | すぎやまこういち | 大野克夫         |
| 2003年         | CD             | AR-G012                   | 2              | 美しすぎて               | 山上路夫                   | 村井邦彦         | 飯吉馨           |

### アルバム

#### 企画アルバム
| 発売日         | レーベル | 規格 | 規格品番    | アルバム                                                        |
| -------------- | -------- | ---- | ----------- | --------------------------------------------------------------- |
| 2006年11月29日 | GT Music | CD   | MHCL-981-91 | GARO BOX ※ 復刻CD10枚（未発表曲含む）と新商品化DVD1枚の計11枚組 |

### NHK紅白歌合戦出場歴
| 年度/放送回               | 回 | 曲目           | 出演順 | 対戦相手     |
| ------------------------- | -- | -------------- | ------ | ------------ |
| 1973年（昭和48年）/第24回 | 初 | 学生街の喫茶店 | 09/22  | チェリッシュ |

注意点
- 出演順は「出演順/出場者数」で表す。

### NHKみんなのうた出演歴
| 曲目                     | 初回放送                      | 再放送                | 備考               |
| ------------------------ | ----------------------------- | --------------------- | ------------------ |
| そして君は               | 1972年（昭和47年）4月 - 5月   | （なし）              |                    |
| どこまでも駆けてゆきたい | 1973年（昭和48年）10月 - 11月 | 2021年（令和3年）10月 | 再放送はラジオのみ |